# Ражкинский могильник
Ражкинский могильник — археологический памятник древней мордвы II—IV вв. н. э., расположенный на северной окраине деревни Ражки Нижнеломовского района Пензенской области. Памятник был открыт во время хозяйственных работ и частично исследован в 1956—1957 годах. Раскопками занималась совместная экспедиция Пензенского областного краеведческого музея и Пензенского Государственного Педагогического Института им. Белинского. При первых раскопках удалось обнаружить 14 погребений (6 мужских, 4 женских, 4 детских). Захоронения совершались по обряду ингумации. Умерших располагали в простых могильных ямах подпрямоугольной формы без каких-либо внутримогильных конструкций. Они находились в вытянутом (на спине) положении и ориентированы головой на север или восток. Вещевой инвентарь Ражкинского могильника представлен: височными привесками с биконическим грузиком, кольцевыми застежками, гривнами, браслетами, нагрудными бляхами, втульчатыми топорами, наконечниками стрел и копий. Встречается лепная глиняная посуда бурого цвета баночных и горшковидных форм.
Сделанные открытия помогли отнести данный тип погребения в один ряд с Селиксенскими, Тезиковским, Армиевским типами могильников к начальному периоду формирования мокши. В погребениях отмечены традиции класть в могилу с умершим испорченные вещи (например, надломанный браслет и сломанные шейные гривны), а также совместные захоронения женщины и ребёнка, что является заимствованием и влиянием сарматов. По наблюдениям В.Ю. Малышева в первой половине – середине II в. н. э.  в сарматских древностях появляются  пряжки с овальной рамкой и длинной прямоугольной обоймой, аналогичные зафиксированной  в погребении Ражкинского  могильника.
По мнению В. И. Вихляева, население Ражкинского могильника входило в группу Цнинско-мокшанских племен, которая занимала территорию бассейнов Мокши и Цны. Он также свидетельствуют, что цнинско-мокшанские племена в Верхнем Примокшанье вступают в тесный контакт с верхнесурскими племенами и заимствуют у последних ряд украшений. Кроме Ражкинского могильника к этой группе им также отнесены погребения Кошибеевского и Польно-Ялтуновского могильников. Как и в Андреевском кургане, здесь встречаются зафиксированы спиральные височные кольца.
В Ражкинском могильнике в 1956 г. было также вскрыто 7 погребений, при анализе материалов которых определено некоторое сходство с материалами Старшего Селиксенского могильника. К перечню найденных предметов относятся: треугольная подвеска с выпуклинами и крючком, массивный фигурный браслет, пластинчатая бляха с узором в виде звезды, бронзовые несомкнутые бусы, прототипами которых являются бусы из ананьинских могильников. По ритуалу ражкинские погребения совпадают с захоронениями Старшего Селиксенского могильника, а по керамике — с посудой Младшего Селиксенского могильника. Присутствие в Ражках височной подвески с грузиком и спиралью объединяет этот могильник с Селиксенским, отделяя его от Кошибеевского и Сергачского могильников.
Также важно отметить и о наличии обряда обезвреживания, который появился в погребениях. Возможно, в это же время он существовал и в Посурье. Такие погребения были найдены только в Селиксенком могильнике, временные рамки которого достаточно широки – III-VII вв. Обнаруженные в могильнике височные подвески с грузиком – исконно этническая особенность захоронения мокшан. На начало I тыс. н. э. такие подвески были только среди могильников Пензенской области (Селиксенском, Пензенским, Шемышейском). К середине I тыс. н. э. такие подвески получают более широкое распространение и встречаются уже и на берегах Оки (Шатрищенский могильник) и в Чувашии (Иваньковский и Таутовский могильники).